# Kiss Iván (színművész)
Kiss Iván (János) (Röjtök, 1807 körül – Pest, 1841. február 25.) színész, súgó, hírlapíró és fordító.

## Élete
Szegény szülők gyermeke. Fiatalsága korát a magyar szinészetnek szentelte. 1831. január 1-jén már a Komlóssy Ferenc igazgatása alatti Dunántúli Színjátszó Társaság súgója volt és ezen minőségben bebarangolta a dunántúli városokat, volt többször Balatonfüreden, Győrben, Keszthelyen, Kaposváron, Komáromban, Kiscellben, Székesfehérvárt, Szombathelyen, Veszprémben, Zalaegerszegen; megfordult Baján, Halason, sőt egy-két előadásra Budán és Pesten is. Amikor Budán a magyar szinészet állandó hajlékot nyert, őt is meghívták és 1833. október 1-től, elhagyván a vándortársaságot, Budán működött szintén mint súgó; de csak egy évig. E mellett a magyar és külföldi irodalomban szorgalmasan gyűjtötte ismereteit. Az 1830-as években és azután is halálaig a Regélő és Honművésznek volt segédszerkesztője; a pest-budai hangászegyesület igazgatása alatt szervezet nyilvános énekiskolája-társulatnak részvényes tagja és pénztárnoka. A liberális kritikával vitába keveredett, s Vörösmarty Mihály epigrammát írt ellene (Sikináv, 1839), ez kedvezőtlenül befolyásolta hírnevét. 1838-ban felszólalt a Honművészetben (65-ik szám), hogy nevét a színlapokon nem mindig közlik híven Ivánnak; ezt pedig azért kivánja, hogy megkülönböztesse magát az egyidejűleg az irodalomban szereplő másik két Kiss Jánostól. Meghalt tüdővészben 1841. február 26-án Pesten 34. évében. "Egyike volt a legbecsületesebb embereknek", írja a Regélő (1841. 18. szám) "és példát mutatott, mennyire haladhat szegény ifjú is vas szorgalom által, milyennel ő igazán dicsekedhetett, a tanulmányban és hasznos ismeretekben".
Cikkei, eredeti és fordított beszélyei a Regélőben és Hoművészben (neve alatt, v. Röjtöki és Parlagi álnévvel.)

## Munkái
- Nemzeti játékszini zsebkönyv 1832-re. Székesfehérvár.
- Nemzeti játékszini zsebkönyv 1833-ra. Pozsony. (Ebben: Semele, töredék két jelenésben. Schiller Fridrik után Kiss János.)

### Eredeti és fordított színművei
- Aline, golkondai királyné vagy Budapest a világ más részében, tündéres vígj. 3. felv. Treitschke G. Fr. utánford., dalai Pály Elektől (előadatott először Budán, 1834; máj. 27., jún. 15., Kolozsvárt 1836. jan. 29., Debreczenben 1836. ápr. 12.);
- Az ajánló levél, vígj. 4 felv. Töpfer után (Pest, 1839. szept. 13., 1840. jan. 29.);
- Angelo, Padua zsarnoka, Hugo Victor után németre Seybold Fridrik, szomj. 4. felv. (Debreczenben, 1836. febr. 4., 6., máj. 1.).
- Alpesi rózsácska, Patens és Shawl színj. 3 felv., Holbein Fr. Ig. (Budán 1833. aug. 6., 1834-36.)
- A havasi rózsa, Pátens és zsál c. is (Komárom 1833. jún. 1.);
- Amsterdami hóhér, érz. j. 3 felv. Birch-Pfeier K. (Budán 1833. október 10., 1835.);
- Áruló kesztyű vagy álarczos kaland. vígjáték 5 felvonásban.
- Bauernfeld (Debreczenben 1838. máj. 8.);
- Belizár, szomj. 5. felv. Schenk E. (Debreczen 1835. nov. 21., Budán 1836. okt. 31. Pest decz. 30. 1837. aug. 22. 1839. nov. 3., decz. 9., 1840. márcz. 11.);
- Borzasztó éj a Paluzzi kastélyban, színj. 3 felv. Mellesville-Genlis (Budán 1833. aug. 14., 1835-36.);
- Csalódások... (Debreczen 1835. okt. 18., 1836. júl. 28.);
- Fekete Fritz szomj. 5 felv. b. Auffenberg után (először Budán 1834. jan. 24., Debreczen 1836. júl. 9.);
- Gyűlölség és szerelem harcza, vagy a lázadó zsidók, reg. szomj. 5 felv. Bechstein Lajos (Debreczen 1835. nov. 28. Pest, 1838. márcz. 10. Nagyvárad 1839. ápr. 13.);
- Hangzatka, Raupach; Hauser Gáspár, Bartschner; A hazafi erény, vagy a hála és hívség diadalma, Kotzebue Jegyzőkönyv cz. dr. után magyarítota (Pozsony 1833. ápr. 19.)
- Hinkó a hóhér legény, reg. j. 5 felv., Birch-Pfeifer K. (Budán 1834. jún. 9., 1835-36., Kassa 1835. jan. 22., Debreczen 1836. jan. 16., Pest 1839. decz. 15., Szatmár-Németi 1847. május 2.);
- Huszárok és dámák, vígj. 4 felv., Fredro-Zimmermann (Budán 1835. szept. 3. 20., 30., Pest 1837. nov. 7.);
- Idegen nő, W. Franul J.;
- Könnyelműség, vígj. 4 felv., Bauernfeld (Budán 1835. szept. 15. Kassán 1837. decz. 6., Pest 1838. febr. 17. és 1841. jan. 14.);
- Lepecsételt polgármester, Marsano;
- Móri vásár. vígj. 3 felv., Blum Károly Markt zu Ellenbrunnja után magyarította (Pesen 1840. nov. 15. és 19. 1841. márcz. 10.);
- Mátkanézés, vagy a lepke, vígj. 5 felv. Marsano után a m. tud. társ. költségén (Pest, 1838. aug. 9. 1839. febr. 20., 1840. nov. 23.);
- A notredamei toronyőr, reg. dr. 6 képben Hugo Victor után Birch-Pfaiffer K. után ford. a m. tudós t. költs. (Pest 1837. nov. 11.);
- Ördög Róbert, reg szomj. 5 felv., Raupach (Budán 1834. november 6., decz. 1., 1835., Kassa február 21., ápril 30., Nagyvárad június 20., Deczember október 5. 1836., Pest, 1839. június 29. július 22., október 3.);
- Semiramis az ég leánya (Levegőég leánya) myth. harczj. 5 felv. Raupach (Pozsony 1833. máj. 9., Buda 1834. febr. 27.);
- Szegfű és kesztyű, Nestroy;
- Szerelem jegyzőkönyve, vígj. 3 felv. Bauernfeld;
- Tigris Róbert, reg. j. 3 felv. (Buda 1834. júl. 9., 1835. máj. 11.);
- Tudor Mária, Hugo Victornak három napra osztott dr. németül Seybold Fridrik, ford. ... (Debreczenben 1836. szept. 10.);
- Utolsó kaland, vígj. 3 felv. Bauernfeld (Pest 1839. aug. 29.);
- Utolsó segédeszköz, vígj. 3 felv., Weissenthurm Franul J., (Budán 1834. ápr. 6., július 25.);
- Valpurg éjszakája, tünd. j. 2 felv., Birch-Pfeifer K. (Budán 1834. július 21.);
- Vassziklai Fridolin; Villi táncz, harczj. 5 felv., Birch-Pfeifer K. (Budán 1834. júl. 4., aug. 4., Kassa 1835. márcz. 5.)